# طائرة عسكرية
طائرة عسكرية هي أي طائرة ثابتة أو متحركة الجناح تابعة لسلاح الجو. يطلق علي الطائرة العسكرية أيضا لفظ طائرة حربية. وتستخدم في عمليات الدفاع عن الجو وفي أوقات الحروب.

## تصانيف

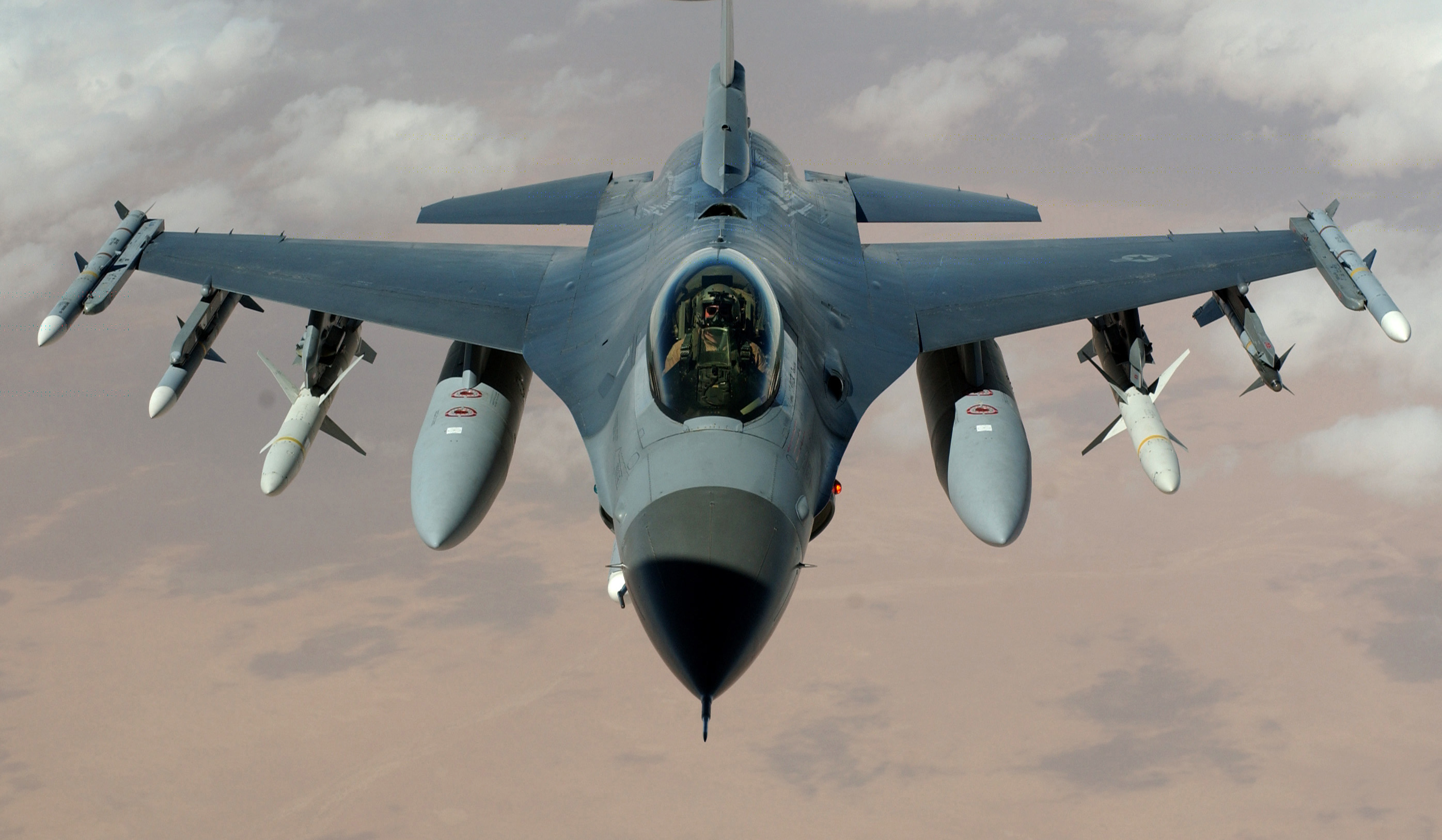
الطائرة المقاتلة إف-16 فالكون الأمريكية.

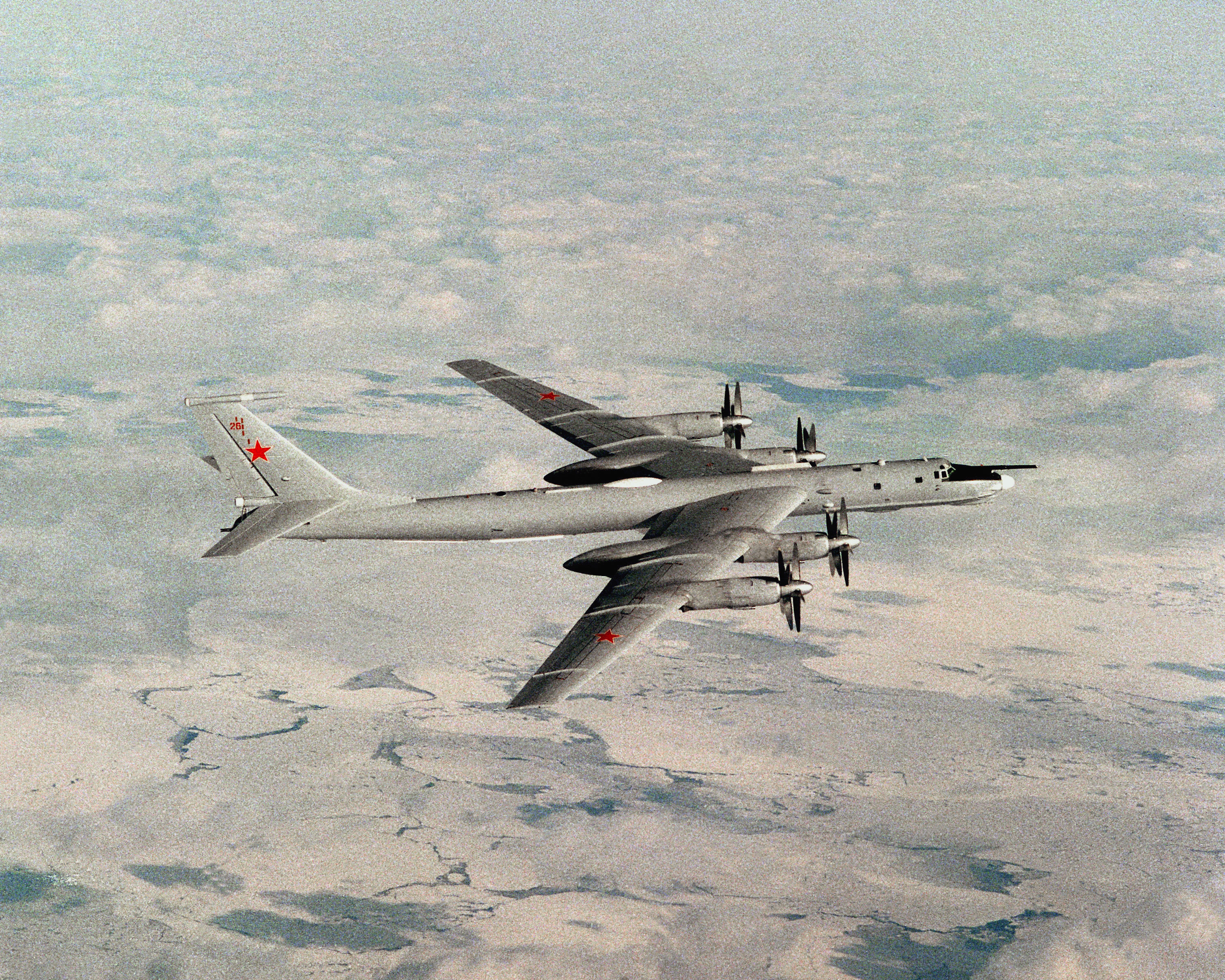
قاذفة القنابل الاستراتيجية توبوليف 95 الروسية.

تصنف الطائرات العسكرية حسب دورها كاتالي:
- طائرة مقاتلة.
- طائرة هجوم أرضي.
- طائرة اعتراضية.
- قاذفة قنابل.
- طائرة تموين الوقود
- طائرة تدريب.
- طائرة شحن.
- طائرة شبح (تستخدم تقنية التخفي).
- طائرة مراقبة.
- بالون استطلاع.
- طائرة شراعية.
- طائرة بدون طيار.

## وصلات خارجية
الوصلات باللغة الإنجليزية.
- موقع به قائمة الطائرات ويحدث باستمرار (معلومات، وصور).
- طائرات مقاتلة وعسكرية (معلومات وصور).